# Carne viva (película)
Prime Cut (en español: Carne viva) es una película estadounidense de 1972, del género de suspense, dirigida por Michael Ritchie y protagonizada por Lee Marvin, Gene Hackman y Sissy Spacek.

## Sinopsis
Un mafioso de Kansas (Gene Hackman) que se dedica al tráfico de drogas y a la prostitución utiliza como tapadera una fábrica de carne; pero las cosas cambian cuando el duro Nick (Lee Marvin) llega a la ciudad.

Nick, veterano de la Segunda Guerra Mundial y sicario de la maffiade Chicago, rescata a la joven Poppy de la semiesclavitud sexual y se convierte como su protector.

## Reparto
- Lee Marvin - Nick Devlin
- Gene Hackman - Mary Ann
- Angel Tompkins - Clarabelle
- Gregory Walcott - Weenie
- Sissy Spacek - Poppy
- Janit Baldwin - Violet
- William Morey - Shay
- Clint Ellison - Delaney
- Howard Platt - Shaughnessy
- Les Lannom - O'Brien
- Eddie Egan - Jake
- Therese Reinsch - Chica de Jake
- Bob Wilson - Conductor de la segadora
- Gordon Signer - Brockman
- Gladys Watson - Chica de la leche
- Wayne Savagne - Freckle Face